# Ипполито I д’Эсте
Ипполито I д’Эсте (пол. Ippolito I d’Este) (20 марта 1479, Феррара — 3 сентября 1520, там же) — католический церковный деятель, кардинал.

## Биография
Сын Эрколе I д’Эсте, герцога Феррары.
С семилетнего возраста — архиепископ Эстергома (назначен венгерским королём Матвеем Корвином). С 14 лет — кардинал (1493), с 17 лет — архиепископ Милана (до 1519).
В 1497 году обменял Тамашу Бакочу архиепископство Эстергом на епископство Егер. Также с 1502 архиепископ Капуи, с 1503 епископ Феррары, с 1507 епископ Модены.
Кардиналу Ипполито I д’Эсте посвящена поэма Ариосто «Неистовый Роланд».